# 库德尔河
库德尔河（法語：Coudre，法語發音：[kudʁ]）是法国诺曼底大区奥恩省的河流，是梅姆河的左支流，长12.43千米。